# Associação Brasileira de Documentaristas
A Associação Brasileira de Documentaristas (ABD) é uma associação de cineastas do Brasil, com ênfase no gênero documentário, mas também aberta a realizadores de filmes de curta metragem de ficção, de animação e experimentais. 

## Fundação
A ABD foi fundada dia 11 de setembro de 1973, durante a segunda Jornada de Cinema da Bahia, que aconteceu em Salvador entre os dias 9 e 15 de setembro daquele ano. No mês seguinte, foi realizada a reunião de implantação da entidade na Cinemateca do Museu de Arte Moderna no Rio de Janeiro, sendo eleita a primeira diretoria, que deveria estruturar e oficializar a associação, criando condições para a primeira eleição oficial no ano seguinte. 

## A primeira diretoria
A primeira diretoria eleita foi constituída por Iberê Cavalcanti (Guanabara), Sérgio Santeiro (Guanabara), Aloysio Raulino (São Paulo), Jorge Laclette (Guanabara), Guido Araújo (Bahia), Oswaldo Caldeira (Guanabara), Thomas Farkas (São Paulo), Suzana de Moraes (Guanabara) e David Neves (Guanabara). 

## Objetivos
Em sua ata de fundação foi escrito que a ABD tinha como objetivo a defesa e orientação dos interesses dos profissionais do filme de curta metragem, bem como da respectiva representação da classe perante os poderes Federais, Estaduais e Municipais; estudos, planejamento, programação de realizações como mostras, exibições, festivais que divulgassem e incentivassem trabalhos de curta metragem; criação de cursos, palestras destinadas ao aperfeiçoamento de novas técnicas de realização cinematográfica; demais atividades correlatas e complementares.
O nome escolhido para a entidade, historicamente questionado por realizadores de curtas-metragens de ficção e de animação, foi defendido, a princípio, como necessária para sua filiação à Associação Internacional de Documentaristas, com sede em Genebra e filiada à Unesco; mas também porque, na época, curta-metragem e documentário eram quase sinônimos. 

## Revezamento
Dentro da proposta inicial, a sede da ABD seria situada, por revezamento, no Rio de Janeiro e em São Paulo. Assim, a segunda diretoria, eleita em setembro de 1974 (novamente na Jornada da Bahia), tinha como presidente o paulista Aloysio Raulino. Em 1975, a terceira diretoria voltou a ter um presidente sediado na Guanabara (Oswaldo Caldeira), mas a chapa continha nomes dos dois estados.
Já em 1976, em função de que o poder cinematográfico do país estava concentrado no Rio, o revezamento terminou, e a chapa eleita, presidida por Sérgio Sanz, foi formada exclusivamente por cariocas. Isto levou à criação de uma ABD regional em São Paulo e, em seguida, a uma ABD da Bahia.

## Conselho Nacional
Nos três anos seguintes, a diretoria da ABD continuou sendo majoritariamente carioca, sendo presidentes os também cariocas Marco Altberg (1977), Noilton Nunes (1978) e Sílvio Da-Rin (1979). A partir deste ano, no Festival de Cinema de Brasília, foi criado o Conselho Nacional da ABD (29 de janeiro de 1979), instância decisória máxima da entidade, formada por representantes regionais reunidos em eventos anuais. Os primeiros integrantes do Conselho regional foram Noilton Nunes (Rio), Márcio Curi (Distrito Federal), Thomas Farkas (São Paulo), Guido Araújo (Bahia), Fernando Monteiro (Pernambuco), Homero de Carvalho (Paraná), Victor de Almeida (Minas Gerais) e João Januário Guedes (Pará).  Passou-se então a estimular o surgimento de ABDs em diversos estados. Neste período, foram instituídas as ABDs regionais de Brasília, Minas Gerais, Paraná e Pernambuco.

## Regionalização
A partir daí, o Conselho Nacional da ABD passou a reunir-se no mínimo uma vez por ano, enquanto surgiam novas entidades regionais pelo país. Muitas vezes, um pequeno grupo de cineastas (ou mesmo um único realizador) participava da reunião do Conselho Nacional como "representante" da ABD de seu estado. Mas, aos poucos, as entidades regionais foram se formalizando: no Maranhão (13 de Junho de 1980), na Paraíba (10 de Fevereiro de 1982), no Pará (30 de março de 1984), no Rio Grande do Sul (8 de Maio de 1985), no Ceará (7 de Junho de 1985), em Santa Catarina (19 de Maio de 1986), no Mato Grosso do Sul (provavelmente 1989).

## ABD Nacional
No dia 23 de Maio de 1993, durante o Festival Internacional de Curtas-Metragens de São Paulo, o Conselho Nacional da ABD criou a ABD Nacional como uma nova entidade, formada pelo conjunto das entidades regionais. O novo estatuto previa a divisão do país em 5 regiões, a opção de participação de todas elas na diretoria e um mandato de 2 anos para os diretores.
A partir daí, novas entidades regionais foram surgindo e se incorporando à ABD nacioinal: em Goiás (provavelmente 1995), em Mato Grosso (provavelmente 1997), em Alagoas (provavelmente 1998), no Espírito Santo (14 de Junho de 2000), no Rio Grande do Norte (13 de Setembro de 2000), no Piauí (provavelmente 2001), em Tocantins (junho de 2002), em Sergipe (9 de Janeiro de 2003), no Amazonas (2003). Com o surgimento das ABDs do Acre, Amapá, Rondônia e Roraima, entre 2004 e 2005, a Associação Brasileira de Documentaristas passou a estar representada em todas as unidades da Federação Brasileira.

## Presidentes da ABD Nacional
- André Sturm (de São Paulo): eleito em 1993 e reeleito em 1995
- Sérgio Santeiro (do Rio): 1997
- Leopoldo Nunes (de São Paulo): eleito em 1999 e reeleito em 2001
- Marcelo Laffitte (do Rio): 2003
- Guigo Pádua (de Minas Gerais): 2005
- Solange Lima (da Bahia): eleita em 2007 e reeleita em 2009
- Jaime Lerner (do Rio Grande do Sul): eleito em março de 2012 [6]
- André Leão (do Distrito Federal): eleito em setembro de 2013
- Marco Aurélio Ribeiro (Minas Gerais) assumiu em julho de 2014

## Diretoria atual
A nova diretoria da ABD nacional, eleita em assembleia geral realizada dia 21 de setembro de 2013 em Maringá, tem a seguinte composição: André Leão (DF), presidente; Marco Aurélio Ribeiro (MG), vice-presidente; Bruno Carvalho Cardoso (RS) , secretário-geral; Leandro Cunha (GO), diretor financeiro; Caroline Marins (SC), diretora de comunicação; Ana Vidigal (AP), diretora da região Norte; Duarte Dias (CE), diretor da região Nordeste; Erasmo Alcântara (GO), diretor da região Centro-Oeste; Antonio Martendal (PR), diretor da região Sul; Frederico Cardoso (RJ), diretor da região Sudeste. 